# ローバー・400
ローバー400（Rover 400）は、イギリスのローバー・グループが1990年から1999年まで販売していた乗用車である。
当時提携関係にあった日本の本田技研工業との共同開発車であり、シャシなどの多くをホンダ・コンチェルト（初代）または6代目欧州向けシビック（2代目）と共有していた。

## 初代 XWD型（1989-1995年）
1989年に発売された。この開発プロジェクトは本田技研工業（ホンダ）との協業によるもので、ホンダ・コンチェルトとシャシーなどを共用している。基本的な車台はEF型シビックの流用で、各部補強を施している。サスペンションに関しては、ローバー独自のストラット形式が採用されていた。
エンジンバリエーションはホンダ・ZC型 SOHC 1.6L、DOHC 1.6Lと、ローバー製Kシリーズ 1.4Lとターボエンジン20T4Gが用意された。
日本ではローバージャパンが1993年から販売を開始し、ホンダエンジンを搭載した「416SLi」と、そのステーションワゴン版である「416SLi Tourer」（トゥアラー）が導入された。ターボモデルや、ローバー自社製エンジンを搭載したグレードは日本には導入されなかった。
日本では普通乗用車（3ナンバー）扱いとなっていたが、これはフェンダーにモールを張って横幅を拡げたもので、実質的には小型乗用車（5ナンバー）のサイズであった。

## 2代目 RTD型（1995-1999年）
1995年にフルモデルチェンジを実施。開発は初代と同様、ホンダとの共同作業で進められたが、発売時には提携が終わっていた。
当初は5ドアハッチバックのみであったが、1996年にはリア周りを大幅に変更した「400サルーン」が登場。このモデルはローバージャパンによって日本にも正規輸入されていた。
ステーションワゴン版である「416SLi Tourer」はホンダ製エンジンに変更され、ローバーK16エンジンとZF製CVTを積み、「Rover Tourer」（ローバー・トゥアラー）として400シリーズから独立、ローバーステーションワゴンとして引き続き1999年までカタログに載ることとなる。
主要メカニズムは共同開発車でもある当時の欧州向けシビックと共通する部位こそ多いものの、味つけはまるで異なるもので、自社開発のガス封入式ダンパーを採用するなど徹底したチューニングが行われており、乗り心地の良さと、ハンドリングの良さを謳っていた。NASAのドライバーコンフォートレベルテストではナンバー1の総合評価を獲得している。
装備面では輸入車としては安価な価格設定にもかかわらず、本木ウォールナットパネルやレザーシートといった、英国車的な作りを売りにしていた。
エンジンはホンダ製ZC型 SOHC 1.6Lと、ローバー製Kシリーズ DOHC 1.4L、DOHC 1.6L、DOHC 2.0L、ローバー自社開発ディーゼルエンジン2.0Lが用意された。ATはホンダ製エンジンとのみ組み合わせられた。
日本では1996年から発売され、サルーンタイプのホンダエンジンを搭載した「416SLi」、「416Si」が導入され、1998年には電動格納ミラーや同色サイドモールディング等を搭載した限定車「コンフォートパッケージ」が登場した。ハッチバック版やローバー製エンジンを搭載したモデルは日本には輸入されなかった。